# 谷田絹子
谷田 絹子（たにだ きぬこ、現姓：井戸川、1939年9月19日 - 2020年12月4日）は、日本の元女子バレーボール選手。1964年東京オリンピックバレーボール女子金メダリスト。東洋の魔女　(Oriental Witches) の主力メンバー。

## 来歴
大阪府出身。四天王寺高校時代に、中野尚子、藤森節子とともに高校生三羽烏と呼ばれた名選手。
一時怪我のため調子を落としたが猛練習で克服し、東洋の魔女のレギュラーとなった。キレのよいスパイクが特徴である。のちに、当時の猛練習、それを指導した監督・大松博文のことを回想している。
1964年、東京オリンピックのバレーボール競技において、エーススパイカーとして金メダル獲得に大いに貢献した。
第20回国民体育大会バレーボール競技出場のためのチーム「富士クラブ（フジクラブ）」のオーナーに淡島千景が就き、その後は淡島の事務所の職員となって東京で同居もする。谷田の母が死去した30歳の時、地元に帰り家庭を持って子宝にも恵まれる。
2018年時点でもバレーコーチとしても活動していたが、2020年12月4日に脳出血の為死去したことが報じられた。81歳没。

## 球歴
- 全日本代表としての主な国際大会出場歴
  - オリンピック - 1964年
  - 世界選手権 - 1960年、1962年

## 所属チーム
- 四天王寺高校
- 日紡貝塚（-1964年）